# Lago de Seedorf
O Lago Seedorf é um lago localizado junto a Seedorf no município de Noréaz, Cantão de Fribourg, Suíça. A sua superfície é 0,11 km².